# La vida futura
La vida futura (Things to Come en el seu títol original en anglès) és una pel·lícula de l'any 1936 dirigida per William Cameron Menzies i protagonitzada per Raymond Massey, Ralph Richardson i Edward Chapman. Ha estat doblada al català.

## Argument
Nadal de l'any 1940. Davant el temor de la guerra, Europa s'arma. John Cabal (Raymond Massey), el doctor Edward Harding (Maurice Braddell) i l'optimista Passworthy (Edward Chapman) es reuneixen a la ciutat d'Everytown. La guerra esclata i es perllonga fins al 1966. Llavors, una terrible pesta s'estén pel món i mor mitja Humanitat. El 1970, John Cabal, en nom d'una renovada civilització, proposa reorganitzar la Terra. Més endavant, un esquadró d'avions bombardeja la ciutat amb el gas de la pau. L'any 2036, la ciència i la tecnologia han fet passos de gegant, però hi ha gent insatisfeta amb el progrés i el sistema polític.

## Context històric i artístic
La vida futura és un sorprenent i, sens dubte, arriscat viatge cap a l'esdevenidor de l'ésser humà, en essència una oda al progrés de la Humanitat. Impulsat pel productor Alexander Korda, es veu atribuït amb al·legacions antibel·licistes, interessants especulacions científiques i encertats pronòstics de futur: els avions sense hèlixs, la Segona Guerra Mundial, The Blitz i els viatges tripulats a la Lluna. Tot això va ésser imaginat pel precursor britànic de la literatura de ciència-ficció Herbert George Wells, el qual, donant a conèixer el seu discurs sobre el socialisme utòpic, va proclamar un ideari d'evolució social i de permanent progrés tecnològic.
De la realització del projecte, se'n va encarregar el cineasta i dissenyador artístic William Cameron Menzies, qui abans havia col·laborat en títols rellevants com El lladre de Bagdad (Raoul Walsh, 1924) o Abraham Lincoln (D. W. Griffith, 1930). Amb la complicitat de l'escenògraf Vincent Korda i del mestre en efectes especials Ned Mann, el cineasta estatunidenc rodaria a Anglaterra la seua obra més ambiciosa, un equilibrat conjunt de drama, anticipació, simbologia, expressionisme i avantguardisme.
El trajecte cap a l'endemà de l'ésser humà arrenca el dia de Nadal del 1940, just abans que esclati una guerra cruenta, llarga i mundial, a la qual seguirà una terrible i devastadora epidèmia global. El metratge conclou en el postapocalíptic any 2036, quan la Humanitat es prepara per a allunar i conquerir l'Univers. Esplèndida per moltes raons, aquesta superproducció del 1936 ofereix espectaculars episodis de bel·licisme, portentoses visualitzacions i colossals maquetes futuristes d'estètica art nouveau, com també discursives consideracions científiques, morals i sociològiques.

## Frases cèlebres
| « | "L'home no ha de tindre repòs, ha de seguir endavant, conquesta rere conquesta. Primer, aquest planeta, amb els seus vents i onades, i totes les lleis de la ment i de la matèria que el limiten. Després, els altres planetes. I, per fi, cap a la gran immensitat, cap als estels. I una vegada hagi conquerit tot l'espai i tots els misteris del temps, encara estarem en el principi." (Raymond Massey com a John Cabal) | » |

| « | "Si no acabem amb la guerra, la guerra acabarà amb nosaltres." (John Cabal) | » |

| « | "No crec que cap home hagi entès mai cap dona des del principi dels temps. Vostès no entenen la nostra imaginació." (Roxana) | » |

## Curiositats
- Quan acaba la guerra, el diari mostra la data del 21 de setembre del 1966, la qual correspondria al centenari del naixement de Herbert George Wells.[4]
- Hom diu que Herbert George Wells (l'autor de la novel·la en què la pel·lícula està basada) va començar a dirigir el film, però, a causa de la seua manca d'experiència, fou substituït per William Cameron Menzies.[4]
- Abans que comencés el rodatge, Herbert George Wells va fer palès l'odi que sentia per la pel·lícula Metropolis (1927) de Fritz Lang i el seu desig de rodar un film totalment oposat al que Lang i el seu equi havien perpetrat.[4]
- La vida futura fou votada la novena millor pel·lícula britànica de l'any 1936.[5]
- Segons l'historiador de la ciència-ficció, Gary Westfahl: "La Vida Futura és la primera veritable obra mestra del cinema de ciència-ficció. Aquells que es queixen del seu ritme maldestre i dels seus personatges avorrits no entenen el missatge de Wells, el qual afirma que la vida i les accions dels individus no són importants en comparança amb el progrés i el destí de la totalitat del gènere humà."[6]

## Errades del film
- En la seua primera escena, Theotocopulos és mostrat recolzat sobre la seua estàtua i en la mateixa posició, però la seua maça desapareix entre plans cinematogràfics.[7]
- A prop del final del film, hom sent el rotor de l'helicòpter com desaccelera fins a gairebé aturar-se mentre el vehicle encara està descendint a una velocitat constant.[7]